# Антибіоз
Антибіоз (від дав.-гр. ἀντι- — проти,  βίος — життя) — антагоністичні відносини видів, коли один організм обмежує можливості іншого, неможливість співіснування організмів, наприклад через інтоксикації одними організмами (антибіотиками, фітонцидиами) довкілля інших організмів. Випадок, коли негативний вплив спрямовано лише в одну сторону називається аменсалізм, обопільне негативний вплив організмів описується терміном конкуренція.
Термін введений мікробіологом Зельманом Ваксманом у 1942 році.
Приклад — відносини молочнокислих і гнильних бактерій.